# Unterwietingberg
Unterwietingberg ist eine Ortschaft in der Gemeinde Klein St. Paul im Bezirk Sankt Veit an der Glan in Kärnten (Österreich). Die Ortschaft hat 45 Einwohner (Stand 1. Jänner 2024).

## Lage
Die Ortschaft liegt linksseitig im Görtschitztal, an den westlichen Hängen der Saualpe, östlich von Wieting. Der Großteil der Ortschaft liegt auf dem Gebiet der Katastralgemeinde Dullberg; in den letzten Jahrzehnten wird auch ein auf dem Gebiet der Katastralgemeinde Grünburg liegender Hof zur Ortschaft Unterwietingberg gezählt.
In der Ortschaft werden folgende Hofnamen und Hüttennamen geführt: Reiter (Nr. 1), Nussbaumer (Nr. 2), Wezl (Nr. 3), Trattnig (Nr. 4), Unterer Baron (Nr. 5), Glanes (Nr. 6), Oberherle (Nr. 7), Weißberger (Nr. 10), Haberer (Nr. 17), Fradlkeusche/Binderkeusche (Nr. 18), Oberbaron (Nr. 19), Mooskeusche (Nr. 22), Widner (Nr. 23), Röck (Nr. 24), Munig (Nr. 25), Weißbergerhütte (Weißbergeralm Nr. 3) und Enzianhütte.

## Geschichte
Auf dem Gebiet der Steuergemeinde Dullberg liegend, gehörte der Ort in der ersten Hälfte des 19. Jahrhunderts zum Steuerbezirk Wieting. Bei Bildung der Ortsgemeinden im Zuge der Reformen nach der Revolution 1848/49 kam Oberwietingberg an die Gemeinde Wieting. Seit der Gemeindestrukturreform 1973 gehört der Ort zur Gemeinde Klein Sankt Paul.
Seither wuchs die Gebäudezahl der Ortschaft an: Einerseits entstand eine Wochenendsiedlung bei der Weißbergerhütte. Andererseits wird nun auch der Hof Röck zur Ortschaft Unterwietingberg gezählt. Dieser auf dem Gebiet der Katastralgemeinde Grünburg liegende Hof gehörte in der ersten Hälfte des 19. Jahrhunderts zum Steuerbezirk Silberegg und kam Mitte des 19. Jahrhunderts an die Gemeinde Klein Sankt Paul, wo er zunächst als Teil der Ortschaft Grünburg geführt wurde.

## Bevölkerungsentwicklung
Für die Ortschaft zählte man folgende Einwohnerzahlen:
- 1869: 38 Häuser, 201 Einwohner[2]
- 1880: 25 Häuser, 183 Einwohner[3]
- 1890: 24 Häuser, 175 Einwohner[4]
- 1900: 23 Häuser, 147 Einwohner[5]
- 1910: 24 Häuser, 150 Einwohner[6]
- 1923: 27 Häuser, 127 Einwohner[7]
- 1934: 115 Einwohner[8]
- 1961: 20 Häuser, 121 Einwohner (davon: 1 Jagdhaus, 0 Einwohner; 1 Almhütte, 0 Einwohner)[9]
- 2001: 46 Gebäude (davon 13 mit Hauptwohnsitz) mit 48 Wohnungen; 62 Einwohner und 11 Nebenwohnsitzfälle; 16 Haushalte; 3 Arbeitsstätten, 12 land- und forstwirtschaftliche Betriebe[10]
- 2011: 48 Gebäude, 47 Einwohner, 13 Haushalte, 4 Arbeitsstätten[11]
- 2021: 20 Gebäude, 46 Einwohner, 15 Haushalte, 8 Arbeitsstätten.[12] Die Siedlung auf der Weißbergeralm wurde zu diesem Zeitpunkt vorübergehend zur Ortschaft Wieting gezählt.[13]